# Тврђава Гумдан
Тврђава Гумдан је древна палата и тврђава у Сани, главом граду Јемена. То је најранији познати замак на свету. Место се налази на крајњем југоисточном крају старог града Сне са зидинама, ал-Кашра, западно од места где је касније изграђена Велика џамија у Сани, и део је УНЕСКО-ве Светске баштине Старог града Сане.
Изградња тврђава преписује се једном Или Шариху из првог века нове ере. Неки историчари датирају га почетком 2. или 1. века. Градски Химјарити су сматрали потребним да као заштитну мјеру против бедуинских упада подигну добро утврђене палате. Више пута обнављана, историја палате је представљена у бројним легендама и причама. Помиње се у многим делима арапске поезије, песници певају о њеној лепоти.
Ал Хамдани, a и Јакут, поводећи се за њим, оставили су детаљне описе Гумдана, мада је она у њихово доба била само гигантска рушевина. Тврђава, према опису ових географа, имала је двадесет спратова, од којих је сваки био висок десет лаката — то је први облакодер у писаној историји. Био је сазидан од гранита, порфира и мермера. Краљ је сместио свој двор на највишем спрату, чији је кров био покривен каменом плочом која је била тако провидна да се кроз њу могло видети небо и потпуно уочити разлика између вране и сокола. 
Четири су фасаде биле направљене од камења различите боје. На сваком каменом углу стајао је бронзани (медени) лав, који је завијао кад год би ветар дувао. У једној песми Ал Хамдани спомиње облаке као турбан Гумдана, а мрамор као његов појас. Грађевина се била одржала све до појаве ислама и вероватно је срушена у току борби које су учврстиле исламско господарење над Јеменом.